# Alcidodes porosus
Alcidodes porosus es una especie de escarabajo del género Alcidodes, familia Curculionidae. Fue descrita científicamente por Faust en 1894.
Se distribuye por Malasia. Se sabe que esta especie ha sido registrada en plantaciones de palma de aceite.